# Vientiane FT
Das Vientiane Football Team ist ein laotischer Fußballverein aus Vientiane. Aktuell spielt die Fußballmannschaft in der zweithöchsten Liga des Landes, der Lao League 2.

## Stadion
Die Spiele der Saison 2020 wurden im New Laos National Stadium in Vientiane ausgetragen. Das Stadion hat ein Fassungsvermögen von 25.000 Personen.
Koordinaten: 18° 3′ 43,7″ N, 102° 42′ 14,3″ O